# روبن بينزينج
روبن بينزينج (بالألمانية: Robin Benzing)‏ مواليد 1 مايو 1989، هو لاعب كرة سلة ألماني يلعب مع فريق بايرن ميونخ ويحمل الرقم 12. يبلغ طوله 6 قدم 10 بوصة (2.1 م).

## فرق لعب لها
- راتيوفارم أولم
- بايرن ميونخ لكرة السلة

## روابط خارجية
- روبن بينزينج على موقع الاتحاد الدولي لكرة السلة (الإنجليزية)
- روبن بينزينج على موقع الدوري الأوروبي لكرة السلة (الإنجليزية)
- روبن بينزينج على موقع الدوري الإسباني لكرة السلة (الإسبانية)
- روبن بينزينج على موقع كرة السلة الأوروبية.كوم (الإنجليزية)
- روبن بينزينج على موقع DraftExpress.com (الإنجليزية)
- روبن بينزينج على موقع ريلجم (الإنجليزية)
- روبن بينزينج على موقع بروبوليرز (الإنجليزية)
- روبن بينزينج على موقع سبورتس رفرنس (الإنجليزية)
- روبن بينزينج على موقع أوليمبيديا (الإنجليزية)
- روبن بينزينج على موقع اللجنة الأولمبية الألمانية (الألمانية)